# Henri Amable Alexandre de Sarret
Henri Amable Alexandre de Sarret, né le 6 septembre 1767 à Millau (Aveyron), mort le 6 avril 1794 au Mont-Cenis (Savoie), est un général de brigade de la Révolution française.

## États de service
Il est étudiant à Montpellier, lorsqu’il part en 1784, en Espagne pour servir dans le régiment wallon de Brabant, avant d’intégrer le corps royal du génie comme lieutenant. 
Il rentre en France le 5 août 1791, et il est attaché à l’état-major de l’intérieur comme adjoint aux adjudants-généraux le 18 septembre 1792. Il devient capitaine dans le Bataillon de chasseurs des Hautes-Alpes, et il passe aide de camp du général Kellermann le 27 mai 1793. Il se signale au combat de Cluses le 29 septembre 1793, et il est promu général de brigade le 26 octobre 1793. Il prend le commandement du camp de Tournoux le même jour, et en cette qualité, il chasse les Piémontais de la vallée de Barcelonnette en novembre 1793. 
L’année suivante, il est affecté à l’armée des Alpes sous les ordres du général Alexandre Dumas, et il est tué le 6 avril 1794, à l’attaque du Mont-Cenis.

## Sources
- (en) « Generals Who Served in the French Army during the Period 1789 - 1814: Eberle to Exelmans »
- Étienne Charavay, Correspondance générale de Carnot, tome 4, imprimerie Nationale, 1907, p. 113.
- (pl) « Napoléon.org.pl »
- Jacques Charavay, Les généraux morts pour la patrie, 1792-1871 : notice biographiques, Au siège de la société, 1893, 160 p. (lire en ligne), p. 18.
- Galeries historiques du Palais de Versailles, tome IV, 1840, 548 p. (lire en ligne), p. 62